# Atanasie Rednic

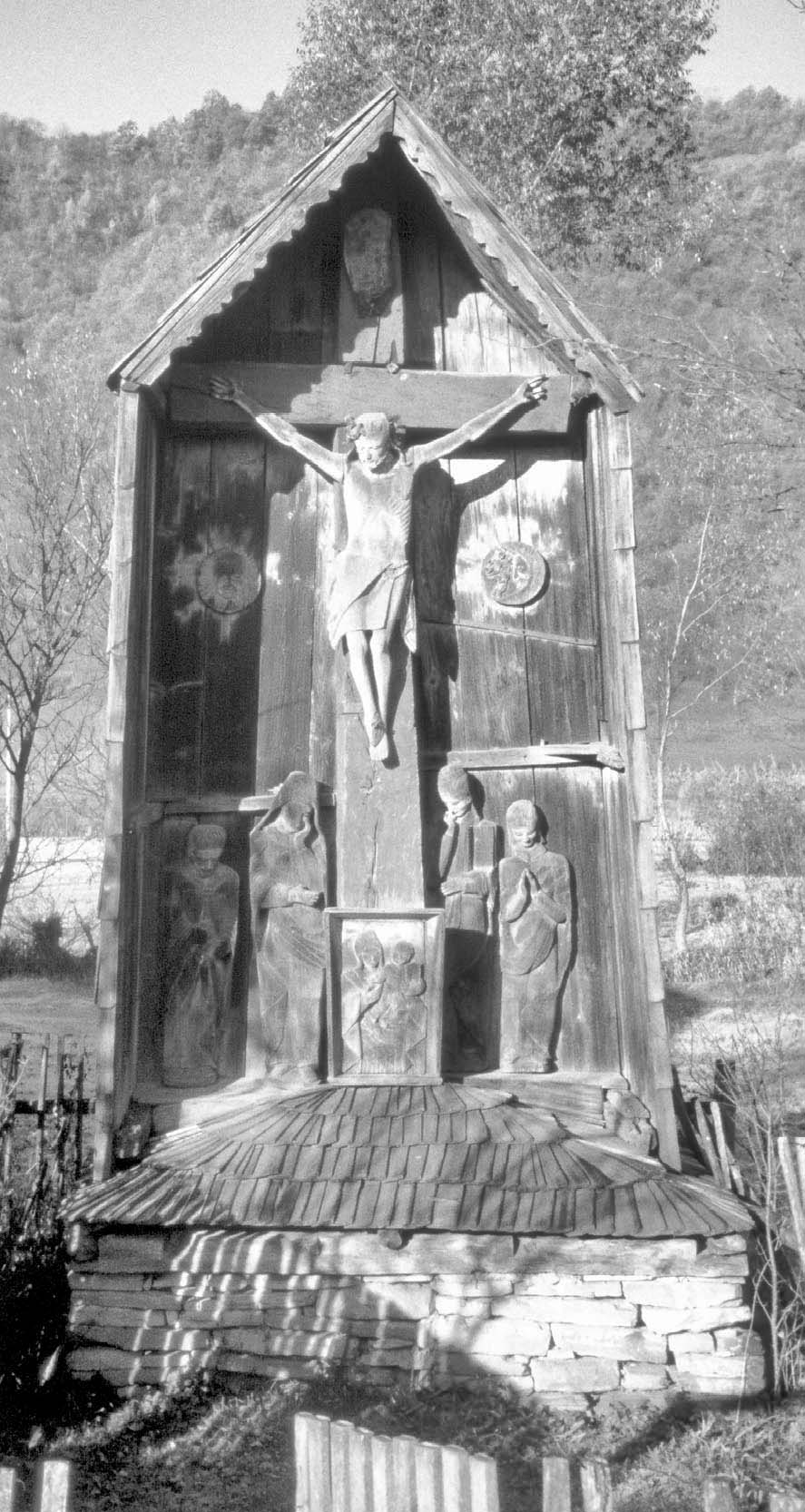
Troița Rednicenilor din Berbești, Maramureș, la intrarea în valea Marei, fieful familiei Rednic. Foto: octombrie 1997.

Atanasie Rednic (n. începutul anului 1722, Giulești, Maramureș – d. 2 mai 1772, Blaj) a fost episcop al Bisericii Române Unite cu Roma.

## Origini
Atanasie a fost descendent al familiei de nobili maramureșeni pe nume Rednic, cu rezidența în Giulești, mare proprietară pe valea Marei, în Maramureș. Familia a dat Maramureșului numeroși preoți și dregători ai comitatului. Chiar în vremea lui Atanasie, fratele său, Andrei, a fost protopop al districtului Cosău, iar vărul lor Ștefan a fost vicecomite al Maramureșului. Familia Rednic era în acea epocă patroana multor biserici de pe valea Marei. Biserica Mănăstirii Giulești a fost ctitoria bunicului lor, Lupu Pop Sr. de Giulești, în 1692. Biserica medievală de zid din Giulești, mândria de odinioară a giuleștenilor, parțial sub patronajul familiei Rednic, a fost lărgită și reparată în 1768, se spune, chiar prin sprijinul episcopului Atanasie. Familia a ridicat și troița Rednicenilor, la intrarea în Berbești, primul sat pe valea Marei, venind dinspre Sighet.

## Studiile și pregătirea pentru monahism
Atanasie Rednic de Giulești-Maramureș, între anii 1734–1738, a studiat la Colegiul iezuit din Cluj, după care a urmat pregătirea pentru monahism, în calitate de novice, la mănăstirea greco-catolică ruteană de la Muncaciu, localitate aflată în prezent în vestul Ucrainei. După noviciat s-a reîntors la colegiul iezuit din Cluj, pentru a-și continua studiile și a absolvit filosofia.
În anul 1743 a plecat la Viena, pentru a studia teologia la Institutul Pazmanian. A absolvit studiile universitare de teologie în anul 1747, după care s-a întors la mănăstirea de la Muncaci, unde a rămas timp de doi ani, până la începutul anului 1749, când a depus voturile monahale în cadrul Ordinului Sf. Vasile cel Mare (bazilian) și a fost hirotonit preot.

## Preot și profesor
În anii 1750–1751 a locuit la Blaj. L-a însoțit pe episcopul de atunci Petru Pavel Aron în vizitațiile canonice pe care acesta le-a făcut în Țara Făgărașului. În timpul episcopatului lui Petru Pavel Aron, Atanasie Rednic a făcut parte din capitulul diecezan, iar după deschiderea școlilor blăjene, în anul 1754, a fost printre cei dintâi profesori ai acestor școli, precum și, mai mulți ani, prefect al seminarului înființat de Petru Pavel Aron, iar apoi a fost numit vicar episcopal și mare econom.

## Episcopul Atanasie Rednic
La 30 iunie 1764, în urma morții episcopului Petru Pavel Aron, survenită la 9 martie 1764, la sinodul electoral care a avut loc la reședința diecezană din  Blaj, candidații la episcopat au primit, în ordine următoarele voturi:
1. Grigore Maior – 90 de voturi,
2. Inocențiu Micu-Klein (care era în exil, la Roma) – 72 de voturi,
3. Silvestru Caliani – 16 voturi,
4. Atanasie Rednic – 9 voturi.

În anul 1764 împărăteasa Maria Terezia l-a numit pe Atanasie Rednic episcop de Alba Iulia și Făgăraș. Călugării din mănăstirile blăjene s-au opus acestei numiri, dar Atanasie Rednic a mers la Viena, unde a primit bula papală de confirmare, la 15 mai 1765. La Viena a cerut îmbunătățiri pentru situația clerului. De la Viena a plecat la Muncaciu, unde a fost hirotonit episcop de către episcopul rutean Manuil Mihail Olsavszky, același episcop care îl consacrase episcop și pe Petru Pavel Aron. De la Muncaciu a plecat pe jos, prin Giuleștiul natal, la guvernul din Sibiu, iar de la Sibiu a plecat la Blaj, unde a sosit la începutul lunii septembrie 1765. A fost instalat în scaunul episcopal la 13 noiembrie 1765, iar în beneficiu a fost introdus începând de la 14 aprilie 1766.
Pentru îmbunătățirea situației clerului episcopul Rednic a continuat tratative și cu guvernul transilvănean de la Sibiu. În acest scop a numit patru deputați, care să ducă, în continuare, tratative cu guvernul transilvănean. Deputăția era formată din protopopii din localitățile ardelene Daia, Coșai, Armeni și Monor, dar această deputăție nu a avut mari rezultate, în special datorită opoziției eterne și active a reformaților (calvinilor). Totuși, printre puținele rezultate obținute, putem să amintim un ajutor în numerar, în valoare de 10.000 florini, destinat ajutorării bisericilor și preoților săraci.
Cea mai importantă preocupare a episcopului Atanasie Rednic a fost îndreptată în direcția refacerii și consolidării Unirii cu Biserica Romei, care avusese foarte mult de suferit în urma revoltelor călugărilor ortodocși de origine sârbească, Visarion Sarai și Sofronie de la Cioara. Pentru a rezolva aceste probleme, episcopul Atanasie Rednic a efectuat multe vizitații canonice în parohiile diecezei sale și a sprijinit înflorirea vieții monahale veritabile, aducând în mănăstirile „Buna Vestire” și „Sfânta Treime” din Blaj, precum și în cea din Alba Iulia, călugări bine pregătiți, atât la școlile din Blaj, de curând deschise, ale căror rezultate erau deja resimțite, cât mai ales la cele înalte și vestite de la Roma, Viena și Târnava (Nagyszombat), în Slovacia de azi. Pentru asigurarea progresului vieții spirituale călugărești, episcopul Rednic a introdus reguli disciplinare aspre. Pe acești călugări erudiți episcopul i-a obligat să practice viața monahală prescrisă în regulile călugărești ale Ordinului Sfântul Vasile cel Mare, cu disciplină severă, cu renunțare la orice fel de avere mobilă sau imobilă, cu respectarea riguroasă a posturilor, (numai cu legume și ulei, să nu bea vin fără aprobarea și binecuvântarea mai marelui), și a slujbelor bisericești, de zi și de noapte, rânduite pentru călugări. Ceilalți călugări, care nu erau pregătiți pentru a fi profesori ai tineretului studios, pentru a rămâne în mănăstire, erau nevoiți să învețe o meserie potrivită cu statutul călugăresc: tiparul, olăritul, fabricarea lumânărilor de ceară, croitoria etc. Călugării erau obligați să poarte rasa călugărească și potcap.
„Făcând împerecheri în cler împotriva episcopului său”, pe Grigore Maior, care era nemulțumit că nu a fost el preferat de împărăteasa Maria Terezia pentru funcția de episcop deși întrunise cele mai multe voturi la sinodul electoral, l-a trimis cu domiciliu obligatoriu pentru trei luni și jumătate la Sibiu, după care l-a trimis la pocăință la mănăstirea ruteană de la Muncaciu. Nici Gerontie Cotorea și Silvestru Caliani, amici și în oarecare măsură complici ai lui Grigore Maior, n-au rămas fără pedeapsă. Astfel: Gerontie Cotorea a fost trimis la mănăstirea Strâmba din Fizeșul Gherlii, iar pe Silvestru Caliani, la mănăstirea Măgina–Aiud. Grigore Maior a fost eliberat de la mănăstirea din Muncaciu de împăratul Iosif al II-lea, în 1771 și făcut ulterior episcop.
Atanasie Rednic a continuat frumoasa și fructuoasa tradiție inițiată de predecesorul său, episcopul Petru Pavel Aron, de a întreține școlarii săraci de la școlile din Blaj cu pâine (țipăi). Tot episcopul Rednic a dispus ca în Seminarul „Sfânta Treime” să se primească numai tineri care aveau intenția să se preoțească și a introdus pentru ei obligația de a purta reverenda.
La Gimnaziul din Blaj a sporit clasele de poetică și retorică, iar începând cu anul 1772 a început să fie predată și filosofia (logica, metafizica, matematica și etica).
La insistențele episcopului Rednic, doi studenți români au fost admiși la Colegiul Pazmany din Viena, iar alți doi la Orfelinatul Therezianum din Sibiu.
Pentru școlile regimentului românesc de graniță din Năsăud (înființat în 1762), a depus mult efort pentru numirea unor profesori români.
Episcopul Atanasie Rednic s-a îngrijit de repararea Catedralei Sfânta Treime din Blaj, precum și de rezolvarea dreptului de proprietate asupra moșiei de la Cut, pe care o cumpărase predecesorul său, episcopul Petru Pavel Aron.
Samuil Micu-Klein, pe care episcopul Atanasie Rednic l-a trimis la studii superioare la Viena, unde episcopul obținuse două burse la Institutul Pazmanian, spunea despre el că „a petrecut o viață cucernică, era foarte păzitor rânduielilor răsăritului (...). De școală și de învățătură avea grijă bună, era om foarte smerit, haine de mătasă nicidecum n-a purtat, hrana lui de când s-a făcut călugăr numai cu legume și cu ulei au fost (...). Slujba rugăciunilor cea de toate zilele niciodată nu au lăsat să nu o fi zis.” Samuil Micu l-a caracterizat ca om inteligent și extrem de sever: „nu lesne iertătoriu.”

## Sfârșitul vieții
Episcopul Atanasie a murit la 2 mai 1772, la Blaj. „Toate ale sale le-a lăsat Seminarului diecezan.”

## Câteva concluzii
Episcopul Rednic a depus eforturi mari pentru readucerea la unire cu Biserica Romei a satelor care au fost trecute la neunire  (ortodoxie), în timpul revoltelor lui Sofronie de la Cioara, însă eforturile sale s-au dovedit mai puțin fructuoase. Epicopul Atanasie Rednic a fost un călugăr aspru cu sine, dar și cu alții. Acest lucru nu l-a făcut agreabil multor contemporani, în ciuda faptului că intențiile sale erau bune, iar viața sa de sfânt merita rezultate mai bune.